# Сеттимо-Сан-Пьетро
Сеттимо-Сан-Пьетро (итал. Settimo San Pietro) — коммуна в Италии, располагается в регионе Сардиния, подчиняется административному центру Кальяри.
Население составляет 5949 человек, плотность населения составляет 256,31 чел./км². Занимает площадь 23,21 км². Почтовый индекс — 9040. Телефонный код — 070.
Покровителем коммуны почитается святой Пётр, празднование первое воскресение сентября.